# Бабкино (Белгородская область)
Бабкино — село в Красногвардейском районе Белгородской области. Входит в состав Верхнепокровского сельского поселения.

## География
Село расположено недалеко от районного центра — Бирюча.
Часовой пояс
Село Бабкино как и вся Белгородская область, находится в часовой зоне МСК (московское время). Смещение применяемого времени относительно UTC составляет +3:00.

## Население
| 2002 | 2010 |
| ---- | ---- |
| 212  | ↘190 |